# Berlin-Halensee
Berlin-Halensee ist der kleinste Ortsteil des Berliner Bezirks Charlottenburg-Wilmersdorf, gelegen am westlichen Ende des Kurfürstendamms. Er entstand als Villen- und Mietshaussiedlung am Ende des 19. Jahrhunderts im damals noch selbstständigen Berliner Vorort Deutsch-Wilmersdorf, wobei die Entwicklung und Bebauung um 1914 im Wesentlichen abgeschlossen war.

## Geographie

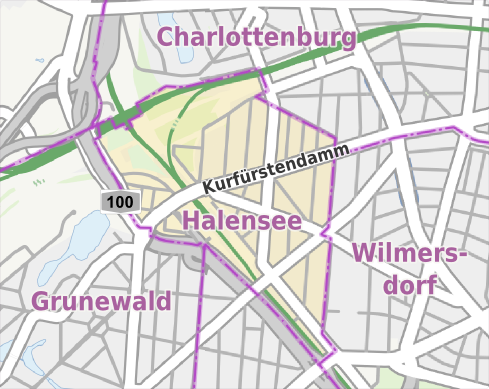
Übersichtskarte von Halensee

### Lage
Halensee liegt auf der Hochfläche des Teltow im Südwesten des heutigen Berlin. Der namensgebende Halensee, der ein Teil der Grunewaldseenkette ist, liegt am Außenrand des Ortsgebietes im Ortsteil Grunewald.

### Ausdehnung
Der Beschluss der Bezirksverordnetenversammlung (BVV) vom 30. September 2004 zur Einrichtung des Ortsteiles definiert die Grenzen wie folgt:

„Der Ortsteil wird in etwa von der Stadtbahn und Ringbahn begrenzt. Östliche Grenzachse: Cicerostraße – Hochmeisterplatz – Lehniner Platz – Damaschkestraße. […] Dem Ortsteil Halensee ist aus Gründen der baunutzungs- und siedlungsstrukturellen Sinnhaftigkeit auch der Bereich zwischen Bahngraben und Stadtring A 100 neu zugeordnet worden.“

Mit diesem Beschluss der BVV wurde Halensee aus dem Ortsteil Wilmersdorf herausgelöst und zu einem eigenen Ortsteil erhoben.

### Nachbarortsteile
Halensee grenzt im Osten und Norden an Charlottenburg, im Südosten an Wilmersdorf, im Süden an Schmargendorf und im Westen an Grunewald und Westend.

## Geschichte
Benannt 1880 nach dem gleichnamigen See, zur damaligen Kolonie Grunewald gehörig, und angetrieben durch die Eröffnung des Ringbahnhofs Berlin-Grunewald (heute: Bahnhof Halensee) entstand der Ortsteil als Villen- und Mietshaussiedlung Ende des 19. Jahrhunderts. Der Bereich Halensee entwickelte sich rasch zu einem bevorzugten Wohnort von pensionierten Militärs, Beamten, Literaten und Rentiers. Bis zum Jahr 1914 war die Bebauung praktisch abgeschlossen.

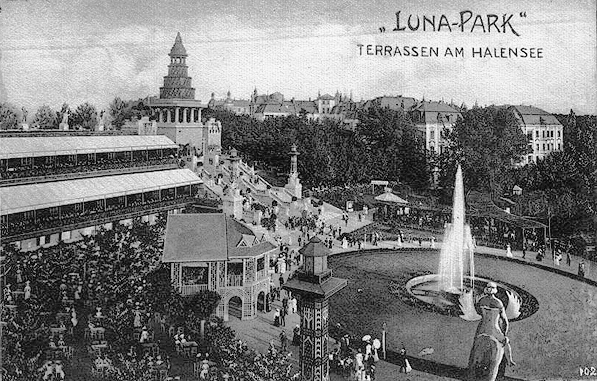
Terrassen am Halensee (Luna-Park), 1904

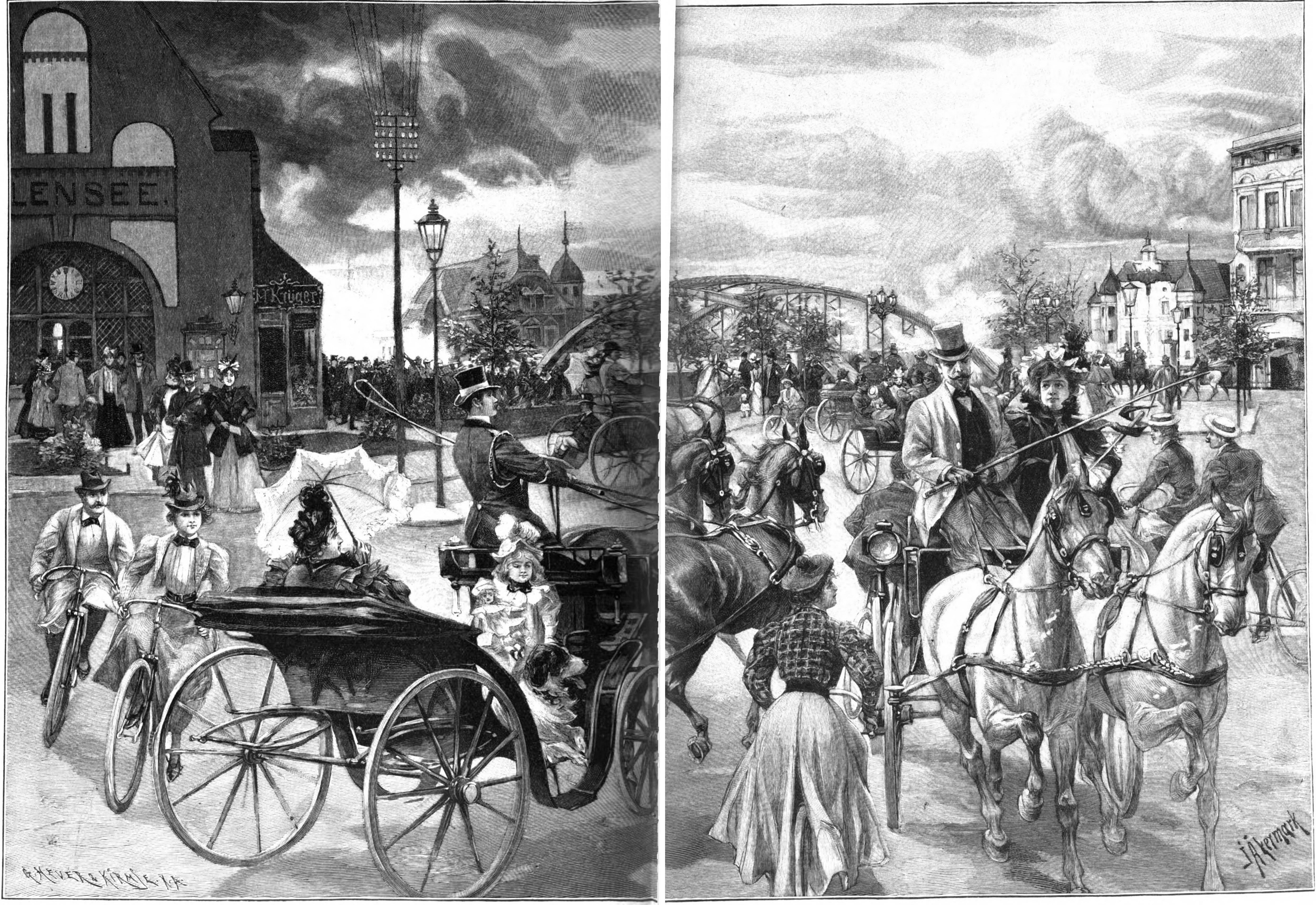
Sonntagnachmittag vor dem Bahnhof Halensee-Berlin. Nach einer Originalzeichnung von J. G. Åkermark, 1899

Im Jahr 1904 eröffneten die Terrassen am Halensee, ab 1909 Luna-Park genannt, seinerzeit der größte europäische Vergnügungspark nach Vorbild von Coney Island in New York. Seine Hochzeit erlebte der Lunapark vor dem Ersten Weltkrieg. Durch Inflation ging die Besucherzahl in den darauffolgenden Jahren stark zurück, der Betrieb lief zwar weiter, jedoch war die Anlage in einem desolaten Zustand. 1929 kam es nach großer Rundumerneuerung zur Neueröffnung, allerdings konnten die Betreiber nicht an alte Erfolge anschließen und der Park wurde 1934 geschlossen. Von den Nationalsozialisten als „Schandfleck“ betrachtet, wurde das gesamte Gelände 1935 abgerissen.
In den 1920er Jahren siedelten sich in Halensee, ebenso wie im benachbarten Charlottenburg, viele russische Emigranten an. So wohnte beispielsweise Vladimir Nabokov lange Jahre in der Nestorstraße 22, wo heute eine Gedenktafel angebracht ist.
Halensee wurde zusammen mit der Stadt Wilmersdorf im Jahr 1920 nach Groß-Berlin eingemeindet.
In der Markgraf-Albrecht-Straße 11/12 befand sich seit 1923 die Synagoge „Friedenstempel“ Halensee. In der Reichspogromnacht wurden auch hier durch die Nationalsozialisten Brände gelegt. 1959 wurde der Bau abgerissen und durch Wohnbebauung ersetzt.

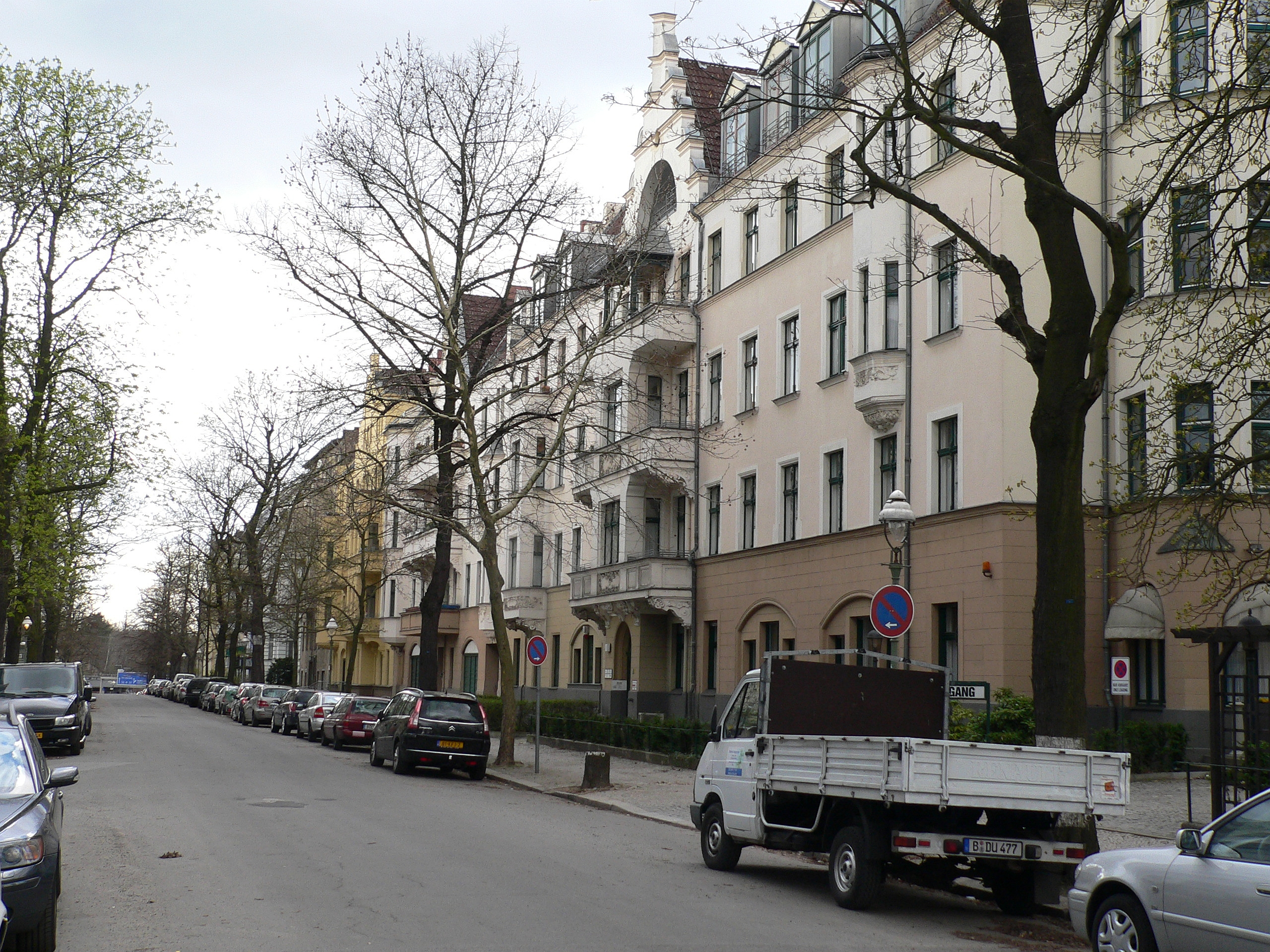
Erhaltene Gründerzeitbebauung am Kronprinzendamm

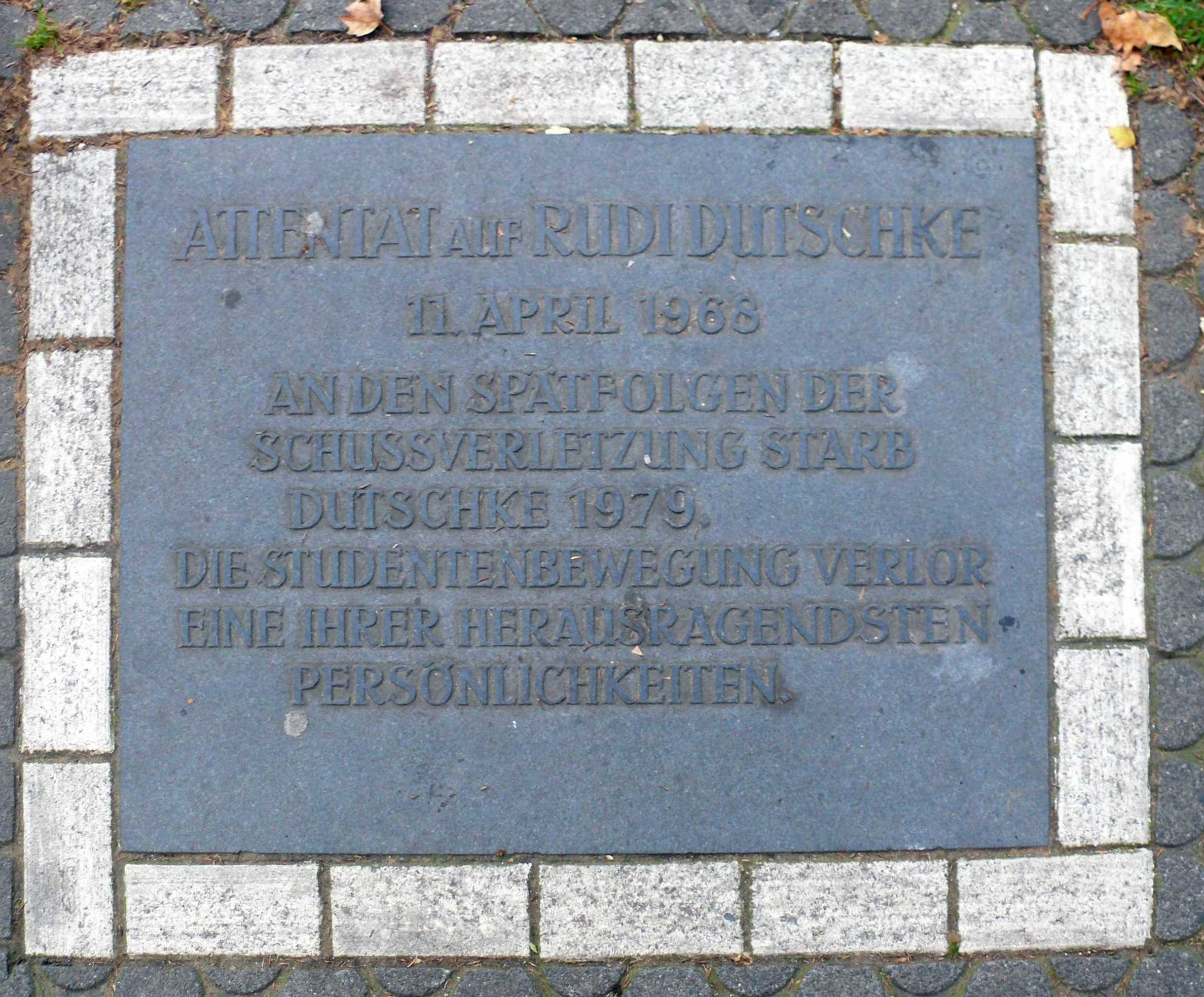
Gedenktafel für Rudi Dutschke

Im Verlauf des Zweiten Weltkriegs wurde der Ortsteil stark beschädigt. Nach Kriegsende wurden viele Bombenlücken mit Bauten des Sozialen Wohnungsbaus geschlossen. Historische Bebauung aus den Vorkriegsjahren blieb erhalten im Gebiet zwischen Ringbahn und Autobahnstadtring A 100 sowie in den Seitenstraßen des Kurfürstendamms. Am Kurfürstendamm selbst sind die Blöcke zwischen Westfälischer und Joachim-Friedrich-Straße überwiegend erhalten geblieben sowie die Eckhäuser Markgraf-Albrecht- und Karlsruher Straße.
Bis 1970 befand sich in dem Haus Kurfürstendamm 140 in einer großen Berliner Wohnung das Zentrum des Sozialistischen Deutschen Studentenbundes (SDS) mit Versammlungsraum und Büro. In weiteren Zimmern wohnten Mitglieder des SDS. Rund 30 Meter davon entfernt fand am 11. April 1968 vor dem Grundstück Kurfürstendamm 141 das Attentat auf den Studentenführer Rudi Dutschke statt. Eine in den Gehweg eingelassene Gedenktafel erinnert heute daran.
In dem gleichen Haus, Kurfürstendamm 140–143, war in der NS-Zeit das Büro des „Reichskommissariats für die  Festigung des deutschen Volkstums“, das den „Generalplan Ost“ plante, worüber eine Stele vor dem Haus informiert. Jetzt steht dort das Kurfürstendamm-Center.
Der Platz davor ist nach Agathe Lasch benannt, der ersten Germanistik-Professorin, die als Jüdin im Massaker von Rumbula bei Riga ermordet wurde.

## Bevölkerung
| Jahr | Einwohner |
| ---- | --------- |
| 2007 | 13.912    |
| 2010 | 12.531    |
| 2015 | 14.651    |
| 2020 | 15.497    |
| 2021 | 15.316    |
| 2022 | 15.682    |
| 2023 | 15.775    |
| 2024 | 15.719    |

Quelle: Statistischer Bericht A I 5. Einwohnerregisterstatistik Berlin. Bestand – Grunddaten. 31. Dezember. Amt für Statistik Berlin-Brandenburg (jeweilige Jahre)

## Sehenswürdigkeiten

### Bauwerke

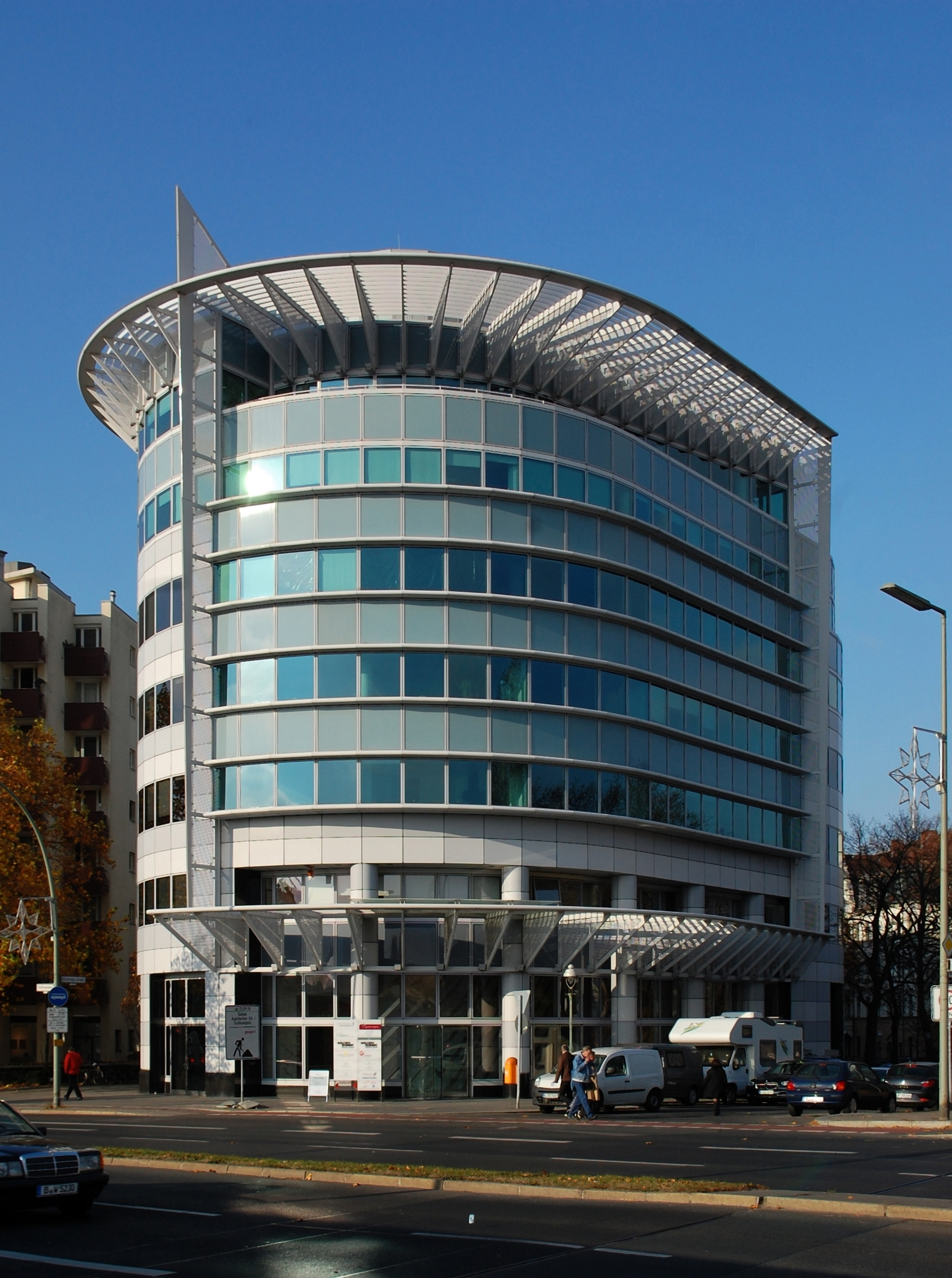
Bürohaus Kurfürstendamm 119/120 von Helmut Jahn

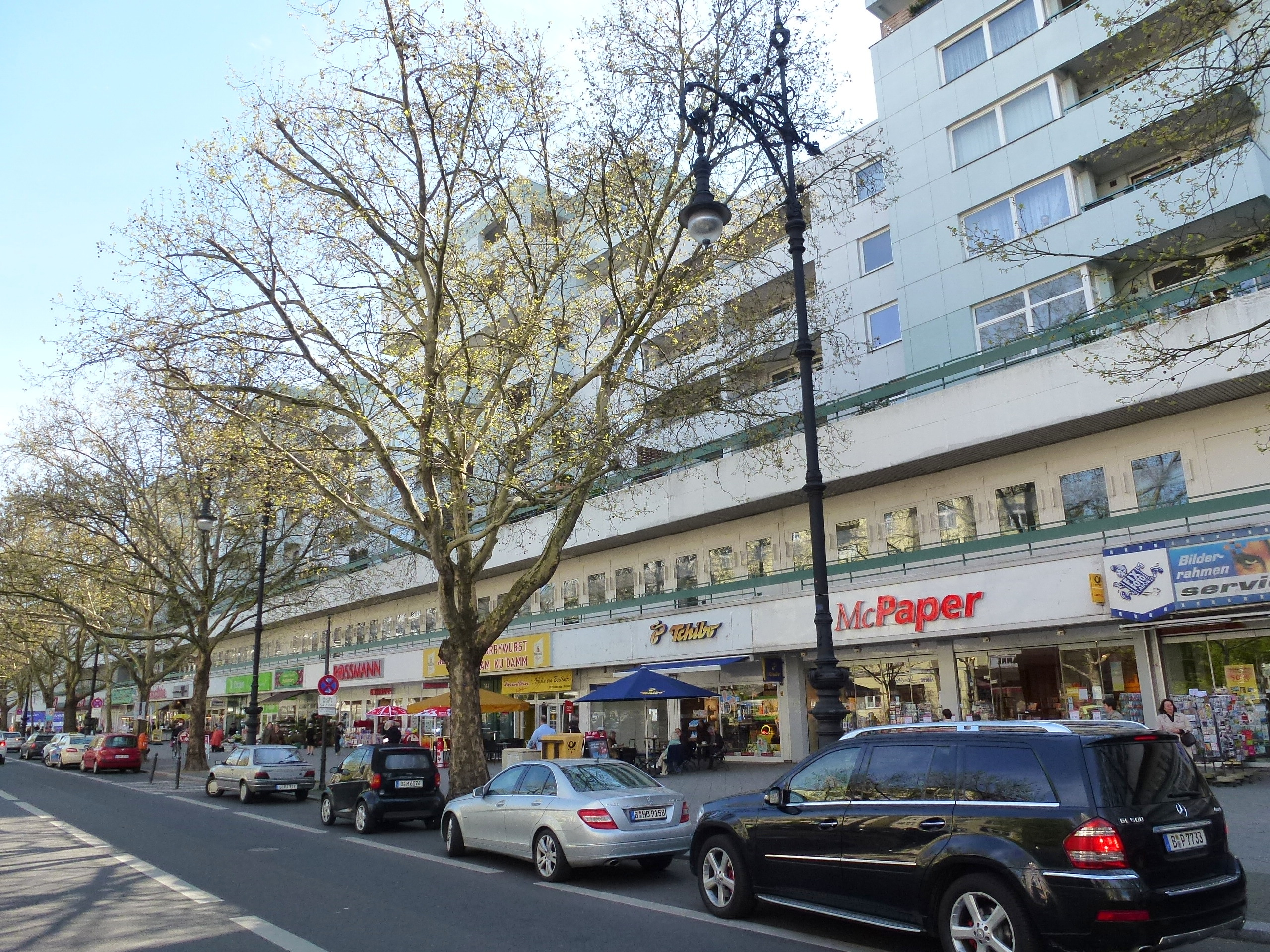
Kurfürstendamm-Center

- Das von den Berlinern „Zitrone“ getaufte Bürogebäude am Halensee wurde von 1994 bis 1996 nach Plänen von Hilde Léon und Konrad Wohlhage auf einem Grundstück direkt am meistbefahrenen Autobahnabschnitt Deutschlands errichtet. Das Gebäude ist nach ökologischen Grundsätzen gebaut und hat eine zweischalige Außenhaut, die für ein natürliches Raumklima sorgt und das Haus vor dem Lärm der Autobahn und den Abgasen schützt. Hier residierte bis zum Jahr 2000 die in den Berliner Bankenskandal verwickelte AUBIS.
- Das Bürogebäude Kurfürstendamm 119/120 wurde 1994 nach Plänen von Helmut Jahn errichtet.
- Die Hochmeisterkirche in der Westfälischen Straße wurde 1908–1910 nach Plänen von Otto Schnock im romanischen Stil errichtet. Nach schweren Kriegsschäden wurde sie zwischen 1953 und 1958 wiederhergestellt und am 31. Oktober 1958 von Otto Dibelius, dem damaligen Bischof von Berlin und Brandenburg, erneut geweiht.[3]
- Das 1904 errichtete und 1956 nach Kriegszerstörungen wiederaufgebaute VW-Porsche-Haus am Kurfürstendamm 106 ist eine Landmarke in Halensee.[4]
- Die Architekten Johannes und Walter Krüger errichteten 1928/1929 an der Straßenecke Holtzendorff- und Heilbronner Straße die Holtzendorff-Garage, eines der wenigen Zeugnisse für diese Bauten in Berlin.[5]
- Das 1971/1972 von der Architektengemeinschaft Hinzpeter, Pingel, Doerr errichtete Kurfürstendamm-Center ist das dominierende Gebäude am westlichen Kurfürstendamm. Es erstreckt sich über einen ganzen Häuserblock ohne einen Bezug auf die traditionelle Bebauung des Boulevards zu nehmen. Es gilt deshalb als eine der Bausünden der 1970er Jahre am Kurfürstendamm, wie das inzwischen abgerissene Ku’damm-Eck (1970–1972) und das Ku’damm-Karree (1970–1975). Nach Auszug der Baumarktkette Bauhaus 2013 konnten die Räume nicht neu vermietet werden, wodurch auch andere Geschäfte schließen mussten.[6]
- Zwischen 2015 und 2021 entstand entlang der Seesener Straße bis zum Südende des Henriettenplatzes das Tor zum Kurfürstendamm, ein neues Büro- und Geschäftshaus, das den Anfang des Kurfürstendamms markieren und den Henriettenplatz räumlich erlebbar machen soll.[7] Der Gebäudekomplex umfasst insgesamt 220 Wohnungen, davon 185 Mietwohnungen, 200 Pkw- und 370 Fahrradstellplätze sowie Spielplätze und zwei Kindertagesstätten.[8]

Sakralbauten

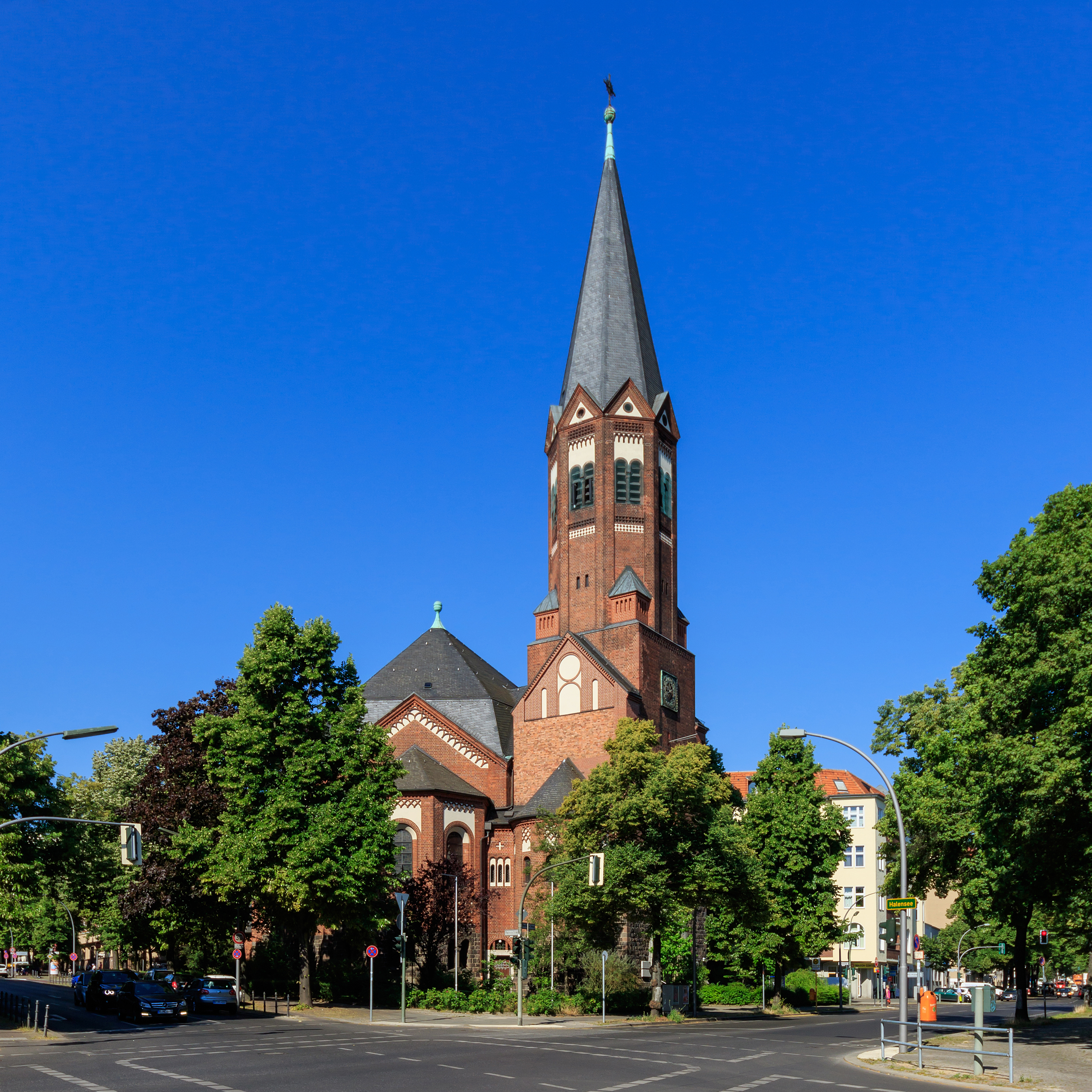
Hochmeisterkirche

- Evangelische Hochmeisterkirche am Hochmeisterplatz
- Katholische St. Albertus Magnus-Kirche, Nestorstraße 10
- Französische Kirche zu Berlin, Hugenottenkirche (französisch-reformiert), Joachim-Friedrich-Straße 4
- Synagoge „Friedenstempel“ Halensee (zerstört), Markgraf-Albrecht-Straße 11/12

### Straßen und Plätze

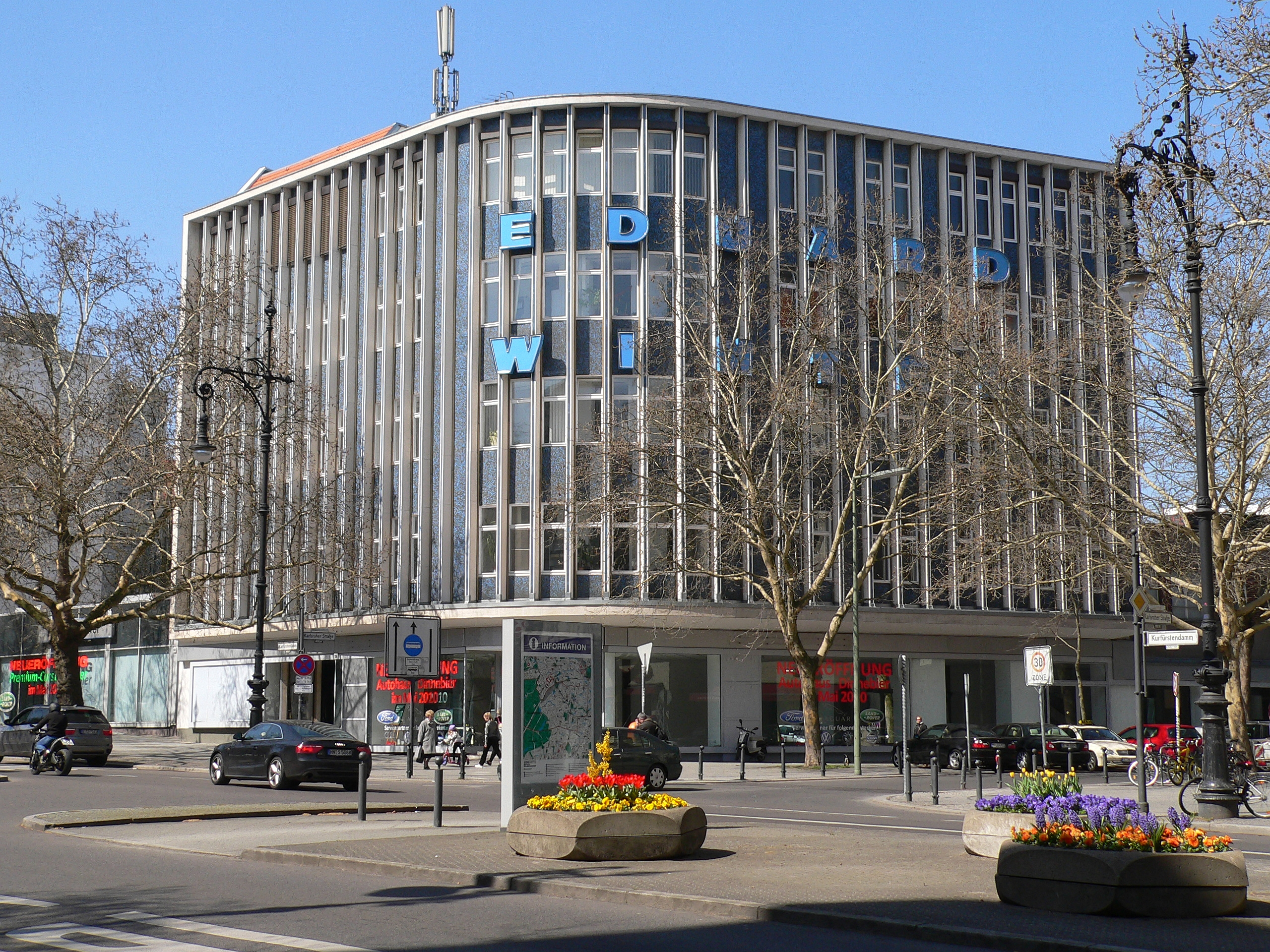
Eduard Winter-Haus auf dem Kurfürstendamm

Der Kurfürstendamm teilt den Ortsteil in eine Nord- und Südhälfte. Am Henriettenplatz zweigt die Westfälische Straße ab, die Hauptgeschäftsstraße in Halensee, in der noch viele Einzelhandelsgeschäfte bestehen. An der Westfälischen Straße liegt der Hochmeisterplatz. Den Kurfürstendamm queren die Nestorstraße und die Joachim-Friedrich-Straße.

## Wirtschaft und Infrastruktur

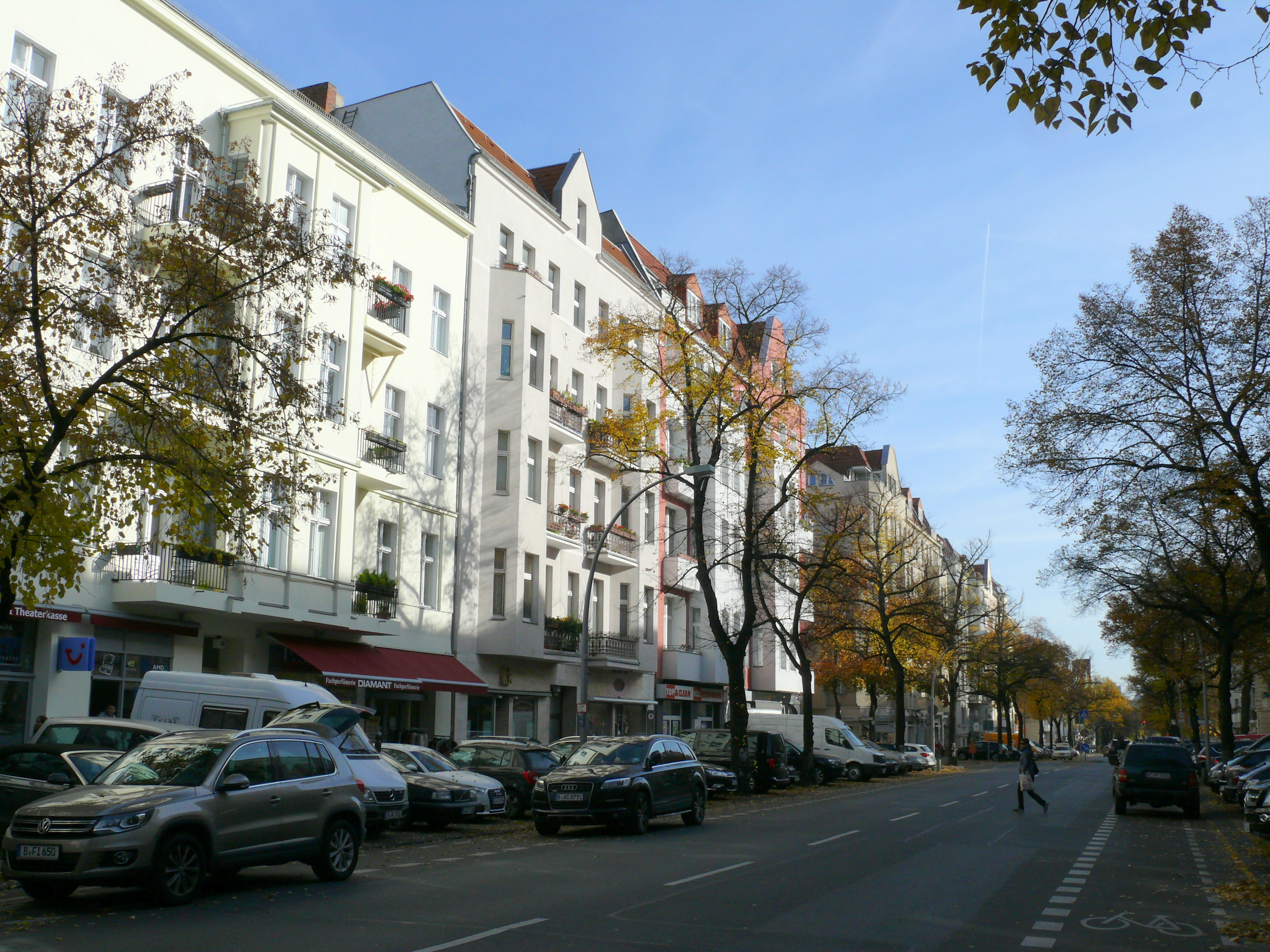
Westfälische Straße

### Unternehmen
Neben dem Kurfürstendamm ist die Westfälische Straße mit zahlreichen kleinen Einzelhandelsgeschäften und Gastronomiebetrieben die beliebteste Einkaufsstraße im Ortsteil.
In Halensee befanden sich in der Vor- und Nachkriegszeit zahlreiche Automobilbetriebe wie die Firmen Wagenfabrik Jos. Neuss, Erdmann & Rossi und Rometsch, die seit Anfang des 20. Jahrhunderts Karosserien auf Basis verschiedener Autofahrgestelle bauten (schon im 19. Jahrhundert wurden hier viele Kutschen gebaut, Neuss war Marktführer). Noch heute gibt es hier zahlreiche Autohändler mit den dazugehörenden Werkstätten.

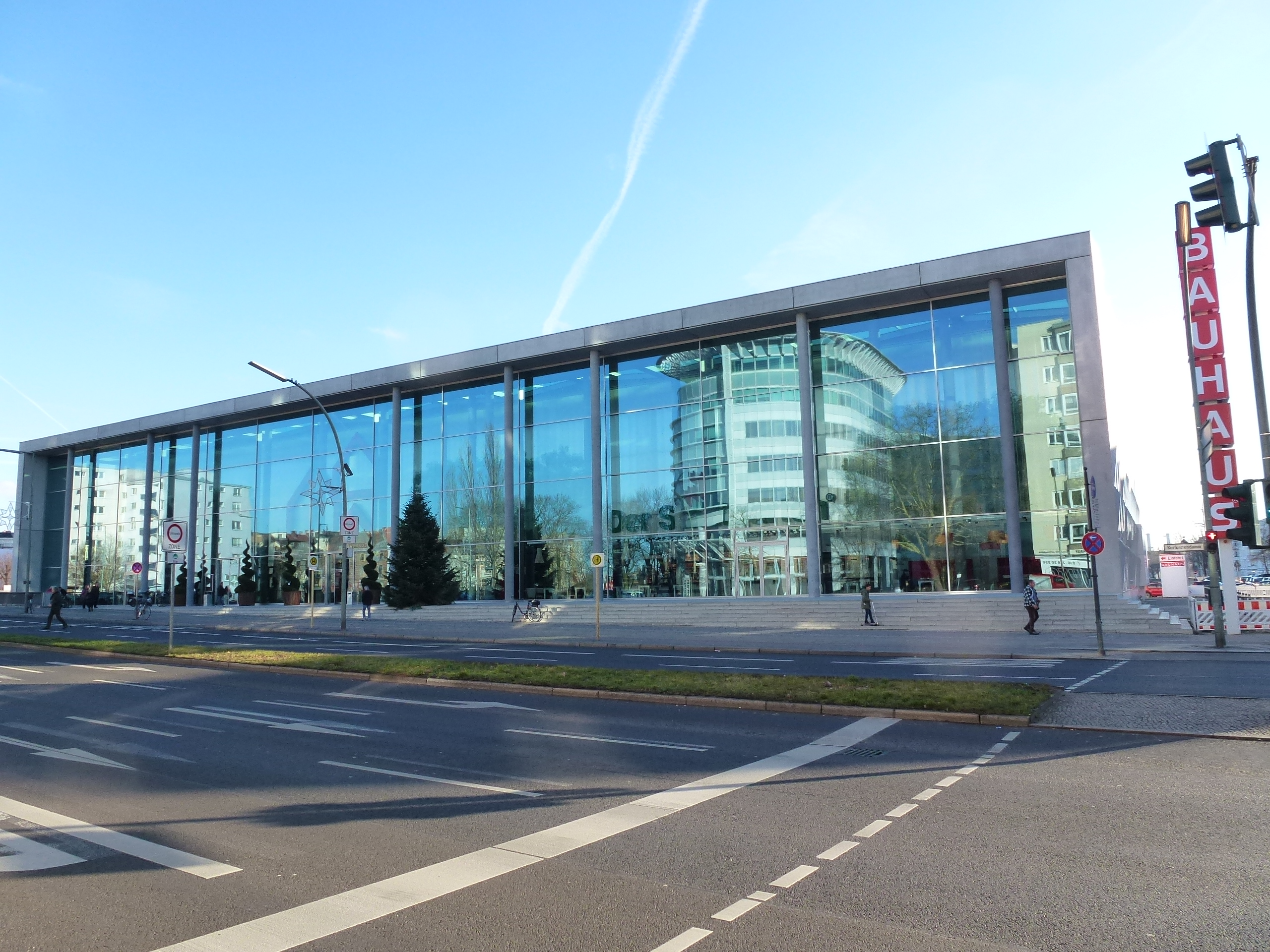
Bauhaus-Heimwerkermarkt am Kurfürstendamm

Im Jahr 2006 hat die Baumarktkette Bauhaus das Grundstück erworben um hier ein neues Fachzentrum zu eröffnen. Nach Auflagen des Bezirks wurde ein architektonisches Wettbewerbsverfahren ausgerufen, bei dem sich die Entwürfe des Architekturbüros Müller & Reimann, Berlin durchgesetzt haben. Die Entwürfe sehen eine dem Kurfürstendamm zugewandte Stadtgarten-Glasfassade vor, hinter der der eigentliche Eingang ist. Für die rund 20 auf dem Grundstück ansässigen mittelständischen Betriebe mit bis zu 250 Arbeitnehmern wurden Neubauten errichtet. Am 20. Dezember 2013 wurde das neue Zentrum eröffnet.

### Verkehr

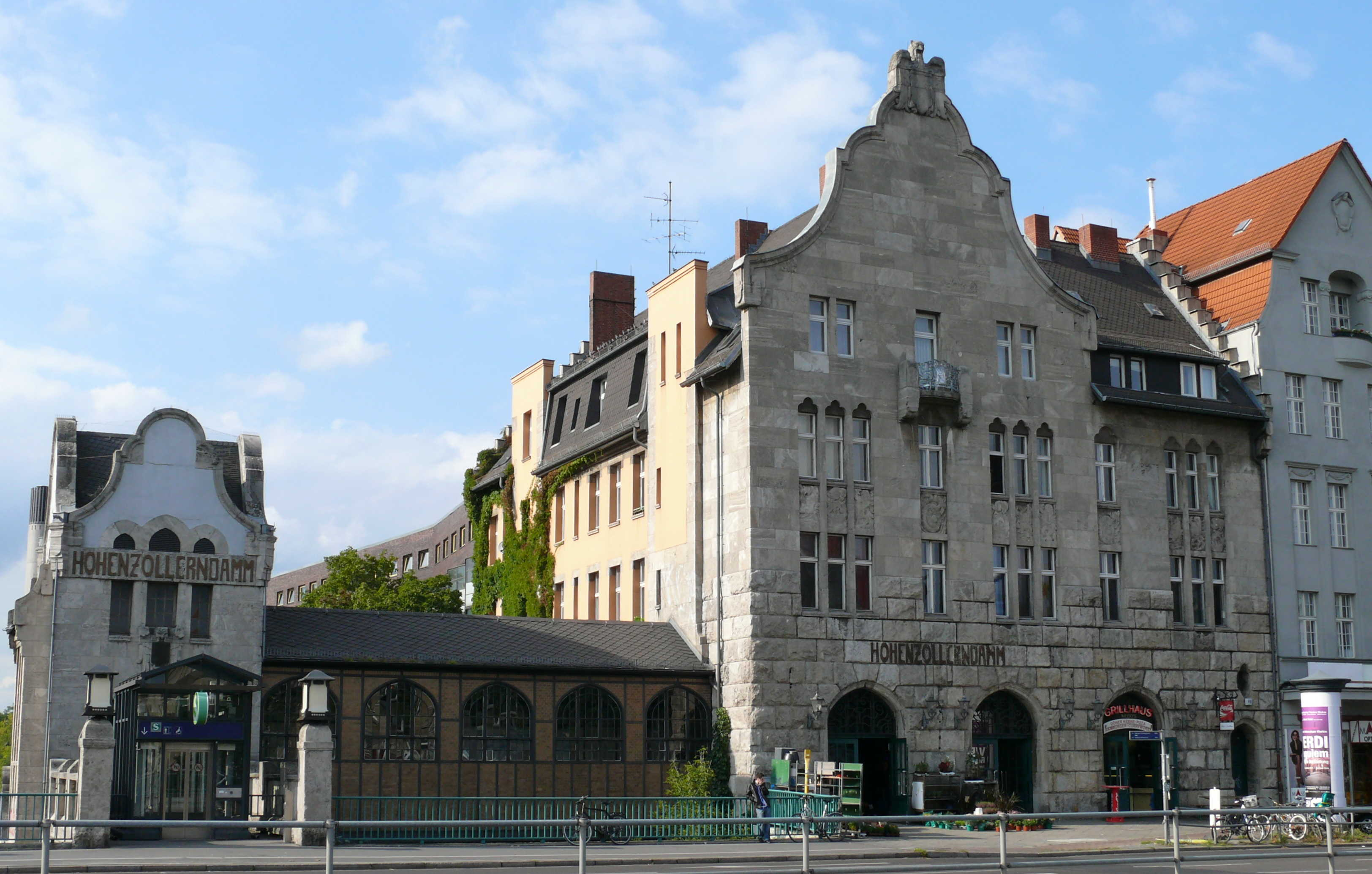
Bahnhof Hohenzollerndamm

Durch den Ortsteil verläuft die Ringbahn mit den Linien S41, S42 und S46 mit den Bahnhöfen Halensee und Hohenzollerndamm. Der Bahnhof Westkreuz liegt direkt an der Ortsteilgrenze in Charlottenburg. Die Stadtbahn mit den Linien S3, S5, S7 und S9 durchquert den Ortsteil ebenfalls, die Bahnhöfe Charlottenburg und Westkreuz liegen aber im Ortsteil Charlottenburg.
Der S-Bahnhof Halensee (bis 1884: Bahnhof Grunewald) erhielt nach der Zerstörung des ursprünglichen Empfangsgebäudes im Zweiten Weltkrieg 1960 ein Bahnhofsgebäude im Pavillonstil. Der Bahnhof wurde aber bald nach dem Mauerbau stillgelegt und eine Weile als Autosalon benutzt. Im Zuge der Wiedereröffnung der Ringbahn wurde das Bahnhofsgebäude 1993 abgerissen. Der danebenliegende ehemalige Güterbahnhof Halensee wurde in den 1990er Jahren geschlossen.
Über den Kurfürstendamm verkehren die Buslinien M19, M29, X10 sowie die Nachtlinie N10, die weiter über die Seesener Straße zum Bahnhof Hohenzollerndamm fährt. Die Linien 143 (bis Dezember 2021: 104) und N42 fahren durch die Westfälische Straße zum Bahnhof Halensee, der der zentrale Umsteigebahnhof im Ortsteil ist. An der Cicerostraße im Ortsteil Wilmersdorf befindet sich der Betriebshof Cicerostraße der BVG, was zu einem hohen Verkehrsaufkommen für Busse bei Schichtwechsel führt.
Der Durchgangsverkehr in Richtung Grunewald und zur Stadtautobahn mit der Anschlussstelle Autobahndreieck Funkturm hat in beiden Richtungen eine hohe Verkehrsdichte. Auf der Westfälischen Straße und der Joachim-Friedrich-Straße zwischen Westfälischer Straße und Kracauerplatz existieren deshalb Radfahrstreifen.

### Bildung
- Halensee Grundschule, Joachim-Friedrich-Straße 35/36
- Fachhochschule des Bundes für öffentliche Verwaltung, Fachbereich Sozialversicherung, Nestorstraße 23–25

## Persönlichkeiten
- Albert Bassermann (1868–1952), Schauspieler, lebte von 1930 bis zu seiner Emigration 1933 in der Joachim-Friedrich-Straße 54
- Meret Oppenheim (1913–1985), Künstlerin und Lyrikerin des Surrealismus, wurde in der Joachim-Friedrich-Straße 48 geboren
- Else Lasker-Schüler (1869–1945), Schriftstellerin, wohnte von 1909 bis 1911 in der Katharinenstraße 5
- Salomo Friedlaender (1871–1946), Schriftsteller, lebte von 1913 bis zu seiner Emigration 1934 in der Johann-Georg-Straße 20
- Alfred Wegener (1880–1930), Geophysiker, lebte von 1908 bis 1909 in der Georg-Wilhelm-Straße 9
- Ernst Reuter (1889–1953), Politiker (SPD), späterer Regierender Bürgermeister von Berlin, wohnte 1913/1914 in der Lützenstraße 10
- Hermann Brill (1895–1959), Politiker (USPD, SPD), lebte von 1934 bis 1938 in der Karlsruher Straße 13
- Friedrich Hollaender (1896–1976), Komponist, lebte bis zu seiner Emigration in der Cicerostraße 14
- Vladimir Nabokov (1899–1977), russischer Schriftsteller, lebte von 1922 bis zu seiner Flucht vor den Nationalsozialisten 1937 in der Nestorstraße 22
- Lale Andersen (1905–1972), Sängerin und Schauspielerin, wohnte von 1941 bis Anfang 1945 in der Cicerostraße 49
- Heinz Berggruen (1914–2007), Kunstsammler, besuchte die Halensee-Grundschule
- Helmut Newton (1920–2004), lebte bis zu seiner Emigration in Halensee
- Dieter Schnebel (1930–2018), Musikwissenschaftler, lebte in Halensee
- Lore Maria Peschel-Gutzeit (1932–2023), Justizsenatorin in Hamburg und Berlin, Partnerin einer Anwaltskanzlei in Halensee
- Soraya Esfandiary Bakhtiary (1932–2001), zeitweise durch Heirat Kaiserin von Persien, lebte als Kind von 1933 bis 1937 in der Nestorstraße 12[10]
- Peter Lustig (1937–2016), Fernsehmoderator, lebte in Halensee
- Andreas Mannkopff (1939–2015), Schauspieler, lebte in Halensee
- Lothar de Maizière (* 1940), letzter Ministerpräsident der DDR, betreibt in Halensee eine Anwaltskanzlei
- Karin Schubert (* 1944), ehemalige Justizsenatorin Berlins, Partnerin einer Anwaltskanzlei in Halensee
- Daniel Libeskind (* 1946), Architekt, lebte in seiner Berliner Zeit bis 2003 am Kurfürstendamm 96
- Klaus Wowereit (* 1953), Politiker (SPD), Regierender Bürgermeister von Berlin, wohnte bis Ende 2010 in Halensee
- Florian Langenscheidt (* 1955), Verleger, lebt in Halensee
- Pierre Littbarski (* 1960), Fußballnationalspieler, besuchte die Halensee-Grundschule
- Katja Riemann (* 1963), Schauspielerin, lebt in Halensee
- Gesine Cukrowski (* 1968), Schauspielerin, wurde in Halensee geboren
- Özgür Özata (* 1977), Schauspieler, Zeitschriftenherausgeber, lebt in Halensee
- Ken Duken (* 1979), Schauspieler, lebt in Halensee
- Jenny Schon (* 1942), Schriftstellerin, Stadtführerin, Sinologin, lebte von 1987 bis 2002 in Halensee, Katharinenstraße 10.

## Sonstiges
- Bereits 1882 verkehrte in Halensee das Elektromote, der weltweit erste Oberleitungsbus.
- Am 29. September 2005 wurde das Großbordell Artemis in der Halenseestraße eröffnet.